# Kunst im öffentlichen Raum in Lippetal
Kunst im öffentlichen Raum in Lippetal umfasst öffentlich zugängliche Plastiken, Skulpturen, Brunnen, Wandmalereien, Mosaike, sowie sakraler Volkskunst (Hofkreuze, Heiligenhäuschen) im Gebiet der Gemeinde Lippetal im Kreis Soest.
Die nachstehende Liste von Kunstwerken im öffentlichen Raum ist nicht vollständig. Sie wird kontinuierlich ergänzt.

## Liste
- Karte mit allen verlinkten Seiten:
- OSM |
- WikiMap

| Bild                                                                         | Bezeichnung                                                 | Standort                                                                         | Künstler                      | errichtet | Anmerkungen |
| ---------------------------------------------------------------------------- | ----------------------------------------------------------- | -------------------------------------------------------------------------------- | ----------------------------- | --------- | --- |
| weitere Bilder                                                               | Herzfelder Gedenkbrunnen (1200 Jahre Herzfeld)              | Herzfeld Parkplatz Volksbank, Auf dem Büld 4 Standort                            | Werner Klenk                  | 1995      | Gedenkbrunnen aus Bronze zum 1200-jährigen Dorfjubiläum mit Skulpturen des bäuerlichen Lebens und Motiven aus der Ortsgeschichte. |
| Osttorbrunnen                                                                | Osttorbrunnen                                               | Herzfeld Lippstädter Straße / Alte Dorfstraße (Gegenüber Haus Idenrast) Standort | Bernhard Lübbers              | 1973      | Brunnen mit Sitzecke, errichtet von den damaligen Hauptschlrektor Bernhard Lübbers und den Anwohnern der Lippstädter Str. und Alte Dorfstraße als Treffpunkt. Darauf gründete sich eine Brunnengemeinschaft die sich um die Instandhaltung kümmert. |
| St. Ida Büste am Haus Idenrast                                               | St. Ida Büste                                               | Herzfeld St. Ida Wallfahrtsbasilika, Parkplatz Haus Idenrast Standort            | Wilhelm Heising (Münster)     | 1980      | Büste der Heiligen Ida auf Grünsandsteinsockel. Inschrift: „Hl. Ida Mutter der Armen – +825 – Hl. 980 – 1980.“ Die Büste ist eine Kopie der Kopfreliquie Idas in der Wallfahrtskirche. |
| weitere Bilder                                                               | Kreuzweg Haus Idenrast                                      | Herzfeld St. Ida Wallfahrtsbasilika, Rund um Haus Idenrast Standort              | Hans Dinnendahl               | 2019      | Pilgerweg am Haus Idenrast und der Wallfahrtsbasilika mit Bronzereliefs der Passion Christi. Startpunkt ist am Bertgerus-Kindergarten. Die Tafeln sind ein Geschenk der Kirchengemeinde St. Marien Telgte. Sie stammen aus der mittlerweile entweihten Johannes-Kirche in Telgte.                                                                                |
| Nepomukstatue am Hof Middelburg in Herzfeld-Kesseler                         | St. Nepomuk Hof Middelburg                                  | Herzfeld – Kesseler Einfahrt Kesseler Straße 4 Standort                          |                               |           | St. Nepomuk-Statue an der Hofeinfahrt. |
|                                                                              | Rathausbrunnen                                              | Hovestadt Rathaus Gemeinde Lippetal, Bahnhofstraße 5 Standort                    |                               |           | Brunnen mit Obelisk vor dem Rathaus |
| Nepomukstatue auf der Schlossbrücke von Schloss Hovestadt                    | Johannes Nepomuk am Schloss Hovestadt                       | Hovestadt Schlossbrücke Schloss Hovestadt, Schloßstraße 1 Standort               |                               |           | St. Nepomuk-Statue auf der Brücke am Schloss Hovestadt. Der Kopf der Statue wurde im Zweiten Weltkrieg 1945 zerstört und von dem Bildhauer Bernhard Graf von Plettenberg erneuert. Das Schloss Hovestadt ist im Privatbesitz und kann nicht besichtigt werden. Die Rentei und die Parkanlage mit Barockgarten ist zu den Öffnungszeiten für Besucher zugänglich. |
| weitere Bilder                                                               | Ida-Statue im Althof                                        | Hovestadt Althof am Schlosspark von Schloss Hovestadt, Schlossstraße 18 Standort | Bernhard Graf von Plettenberg | 1935      | Statue der Heiligen Ida mit Hirsch am Teich. Auf dem Althof stand einst die Burg des sächsischen Grafen Egbert und seiner Frau Ida. Die Ida-Statue war eine der ersten Skulpturen von Bernhard Graf von Plettenberg. |
| weitere Bilder                                                               | Clemens-August-Brückendenkmal                               | Lippborg Westliche Ortseinfahrt, Dolberger Straße / Dalmer Weg Standort          |                               |           | Denkmal zur Lippebrücke und Clemens August von Galen. |
| Bronzetafel mit Relief zur Geschichte Lippborgs zum 800jährigen Dorfjubiläum | 800 Jahre Lippborg                                          | Lippborg Hauptstraße / Kirchplatz Standort                                       |                               | 1989      | Bronzetafel mit Relief zur Geschichte Lippborgs. |
| Jubiläumsbogen                                                               | Bildstock St. Cornelius und Cyprian Kirche (Jubiläumsbogen) | Lippborg Hauptstraße / Kirchplatz Standort                                       | Werner Klenk                  | 1990      | Bogenförmiger Bildstock aus Metall mit den Heiligen St. Cyprianus, St. Cornelius und St. Ludgerus. Auf dem Bogen Motive aus dem Dorfleben. Er wurde zum 800jährigen Dorfjubiläum errichtet. |
| Geldbrunnen                                                                  | Geldbrunnen                                                 | Lippborg Volksbank, Hauptstraße 48 Standort                                      | Werner Klenk                  |           | Brunnenskulptur vor der Volksbank mit Figuren Geflügelhändlerin, Mann mit Zylinder, Bettelkinder und Straßenmusiker. Mittig Geldbaum mit Inschrift „Geld passt in jede Tasche“. |
| Ehrenmal Lippborg                                                            | Ehrenmal Lippborg                                           | Lippborg Marktplatz, Hauptstraße / Alte Beckumer Straße Standort                 |                               |           | Kruzifix mit 2 betenden Soldaten auf gemauerten Bruchsteinsockel mit Inschrift: „Sie werden auferstehen“. Dahinter Bruchsteinmauer mit 6 Gedenktafeln mit Namen der gefallenen und vermissten Soldaten aus den beiden Weltkriegen und der verstorbenen und vermissten Heimatvertriebenen aus dem 2. Weltkrieg.                                                   |
|                                                                              | Wegkreuz Alte Beckumer Straße                               | Lippborg Ortseinfahrt, Alte Beckumer Straße Standort                             |                               |           | |
| Anna selbdritt-Statue am Schloss Assen                                       | Anna Selbtritt                                              | Lippborg – Assen Schlosspark Haus Assen Standort                                 |                               | 1880      | Bildstock der Hl. Anna mit Maria und dem Jesuskind. Inschrift auf dem Sockel: „Am Tag der Hl. Anna, dem 26. Juli 1880, im 56. Jahr ihrer glücklichen Ehe errichteten dieses Denkmal Matthias Graf Galen und Anna Gräfin Galen, geb. Freiin Ketteler zu Harkotten“.                                                                                               |
| Tanzende Mädchen                                                             | Die Tanzenden                                               | Oestinghausen Vor der Grundschule St. Stephanus, Schulstraße 9 Standort          | Almuth Lütkenhaus             |           | Bronzeskulptur von 2 tanzenden Mädchen. |
| Mühlsteinbrunnen                                                             | Mühlsteinbrunnen                                            | Oestinghausen Soester Straße / Am Bahnhof (Aldi-Parkplatz) Standort              |                               | 1996      | Brunnen erbaut vom Verein zur Förderung der Heimat und des Brauchtums Oestinghausen e.V. |
| Kleinbahndenkmal Oestinghausen                                               | Denkmal an den Kleinbahnhof Oestinghausen                   | Oestinghausen Soester Straße / Am Bahnhof (Bushaltestelle) Standort              |                               |           | Zugräder auf Schiene in Erinnerung an die ehemalige Kleinbahnstrecke. |